# Одиндо, Джордж
Джордж Олванде Одиндо (англ. George Olwande Odindo; род. 12 октября 1971) — кенийский боксёр, представитель полутяжёлой и первой тяжёлой весовых категорий. Выступал за национальную сборную Кении по боксу в первой половине 2000-х годов, серебряный призёр кенийского национального первенства, участник летних Олимпийских игр в Сиднее.

## Биография
Джордж Одиндо родился 12 октября 1971 года.
Наибольшего успеха в своей спортивной карьере добился в сезоне 2000 года, когда вошёл в основной состав кенийской национальной сборной и благодаря череде удачных выступлений удостоился права защищать честь страны на летних Олимпийских играх в Сиднее. Уже в стартовом поединке категории до 81 кг со счётом 2:11 потерпел поражение от представителя Киргизии Алексея Катулевского и сразу же выбыл из борьбы за медали.
После сиднейской Олимпиады Одиндо остался в боксе на ещё один олимпийский цикл и продолжил принимать участие в различных турнирах. Так, в 2001 году он выиграл серебряную медаль на чемпионате Кении в Наньюки, уступив в финале полутяжёлого веса Джозефу Овино.
В начале 2004 года пытался пройти отбор на Олимпийские игры в Афинах, однако на Африканской олимпийской квалификации в Касабланке сумел дойти только до полуфинала первой тяжёлой весовой категории, проиграл по очкам марокканцу Рашиду эль-Хаддаку.
В настоящее время — один из тренеров сборной Кении по боксу.